# Vlag van Stedum

Dorpsvlag van Stedum
(sinds 2015)

De vlag van Stedum is de dorpsvlag van de Groningse plaats Stedum. Deze kan als volgt worden beschreven:
drie banen geel-groen-geel met een hoogteverhouding 5:1:2; over het geheel op 1/2 van de vlaglengte in zwart de ridder uit het gemeentewapen, met een hoogte van 4/5 van de vlaghoogte.
De kleuren geel en groen (geel voor koolzaad en graan en groen als verwijzing naar de laan van Nittersum en het wapen van Clant) zijn in de vlag gecombineerd met de ridder zoals gebruikt in het wapen van de oude gemeente Stedum, verwijzend naar de families Nittersum en Clant.
De vlag is in 2015 ontworpen in samenwerking met de Stichting Historie Stedum en de plaatselijke vereniging Dorpsbelangen. Aanvankelijk wilde men de oude gemeentevlag als dorpsvlag invoeren, maar deze bleek slechts voor een gelegenheid te zijn ontworpen.

## Gemeentevlag

Vlag zoals de voormalige gemeente gebruikte als gemeentevlag

De gemeente Stedum gebruikte van 1938 tot aan de opheffing in 1990 een defileervlag als gemeentevlag. Deze kan als volgt worden beschreven:
5 gelijke horizontale banen in de kleuren van boven naar beneden van rood, wit, groen, wit en blauw met in linkerbovenhoek een kanton met daarin het gemeentewapen. Aanmerkende dat de ridder met beide voeten in de groene baan staat.
Hoewel deze in 1938 voor eenmalig gebruik in Amsterdam tijdens het defilé ter gelegenheid van het veertigjarig regeringsjubileum van koningin Wilhelmina was ontworpen hebben meerdere gemeenten, waaronder Stedum, deze als gemeentevlag gebruikt.

## Verwante wapens

Wapen van Stedum

Adorp 
· Aduard 
· Appingedam 
· Bedum 
· Beerta 
· Bellingwedde 
· Bierum 
· De Marne 
· Delfzijl 
· Eemsmond 
· Eenrum 
· Finsterwolde 
· Grootegast 
· Haren 
· Hefshuizen 
· Hoogezand 
· Hoogezand-Sappemeer 
· Hoogkerk 
· Kloosterburen 
· Leek 
· Leens 
· Loppersum 
· Marum 
· Menterwolde 
· Muntendam 
· Nieuwe Pekela 
· Nieuweschans 
· Oldekerk 
· Oosterbroek 
· Oude Pekela 
· Reiderland 
· Sappemeer 
· Scheemda 
· Slochteren 
· Stedum 
· Ten Boer 
· Termunten 
· Uithuizen 
· Uithuizermeeden 
· Ulrum 
· Vlagtwedde 
· Warffum 
· Wildervank 
· Winschoten 
· Winsum 
· Zuidhorn
Bierum
· Boerakker-Lucaswolde
· Bourtange
· De Wilp
· Drieborg
· Eenum
· Farmsum
· Garrelsweer
· Hellum
· Jonkersvaart
· Kiel-Windeweer
· Leens
· Leermens
· Losdorp
· Marum
· Middelstum
· Noordlaren
· Nuis-Niebert
· Oldekerk, Faan en Niekerk
· Onstwedde
· Schildwolde
· Spijk
· Stedum
· Wehe-den Hoorn
· 't Zandt
· Zevenhuizen
· Zijldijk